# Geschützter Landschaftsbestandteil Quambusch

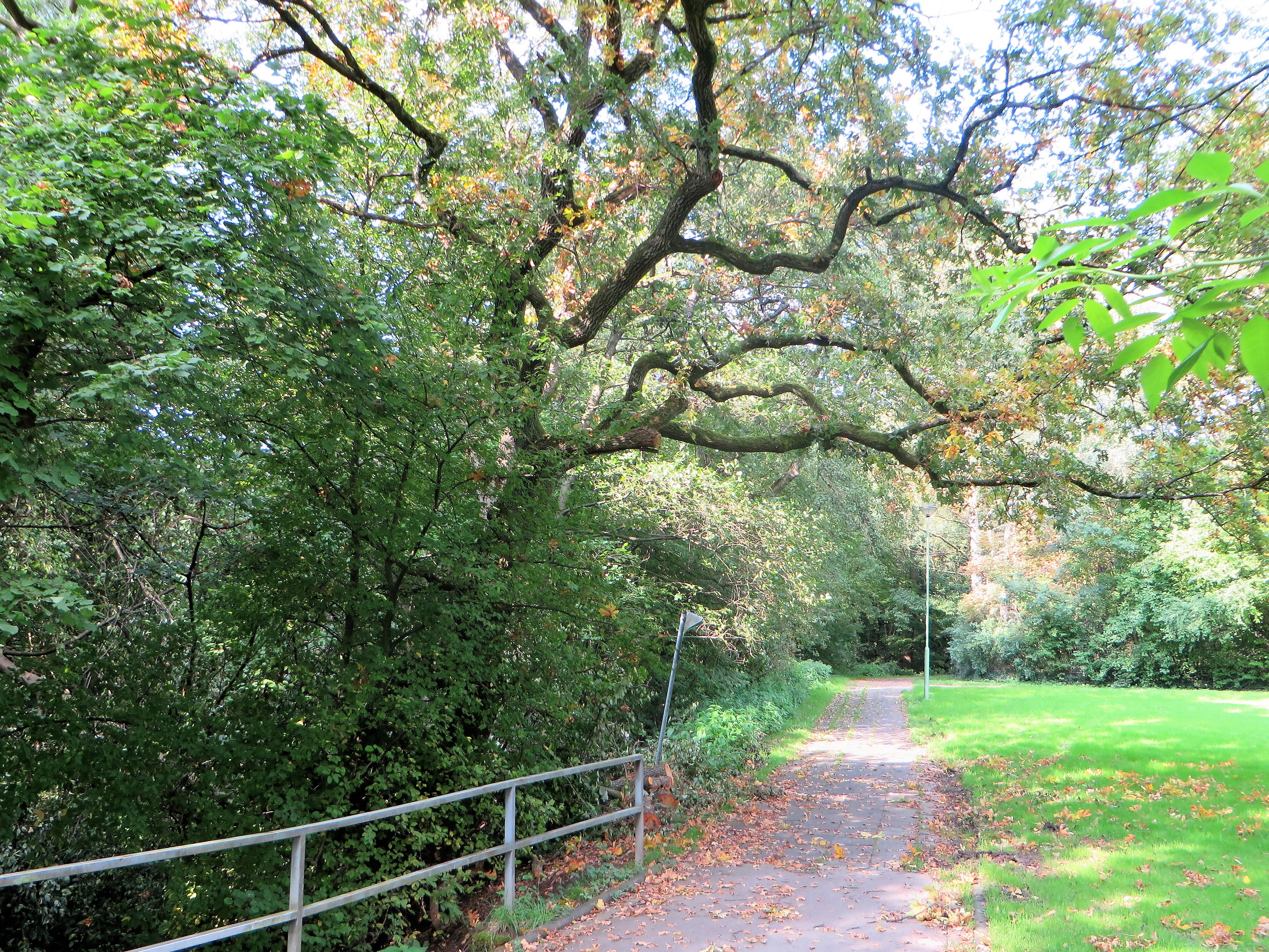
Geschützter Landschaftsbestandteil Quambusch

Der Geschützte Landschaftsbestandteil Quambusch mit einer Flächengröße von 0,53 ha liegt auf dem Gebiet der kreisfreien Stadt Hagen in Nordrhein-Westfalen. Der LB wurde 1994 mit dem Landschaftsplan der Stadt Hagen vom Stadtrat von Hagen ausgewiesen.

## Beschreibung
Beschreibung im Landschaftsplan: „Der geschützte Landschaftsbestandteil liegt westlich des Kindergartens und Spielplatzes Quambusch. Es handelt sich um eine Baum- und Gehölzreihe mit acht mächtigen Stieleichen, die entlang eines Grabens verläuft, sowie um einen einmündenden Bachlauf mit Ufergehölzen.“

## Schutzzweck
Laut Landschaftsplan erfolgte die Ausweisung „zur Sicherung der Leistungsfähigkeit des Naturhaushalts durch Erhalt wertvollen Altholzbestandes als Lebensraum für Kleinsäuger, höhlenbrütende Vogelarten und totholzbewohnende Insekten sowie von Lebensräumen für die charakteristischen Tier- und Pflanzenarten der Fließgewässer und zur Gliederung und Belebung des Landschaftsbildes durch Erhalt natürlicher Landschaftselemente und prägender Gehölzstrukturen.“